# 謝暉
谢晖（1975年2月14日—），上海市人，原籍湖南衡阳，是中华人民共和国已退役的足球运动员，司职前锋。2009年退役后他在上海申花担任助理教练兼新闻发言人。2017赛季开始，他在上海上港担任助理教练，辅佐新任主教练博阿斯。2020年3月31日，谢晖正式担任中甲联赛南通支云主教练。2021年8月22日，谢晖辞去南通支云主教练的职务。2022年3月19日，谢晖出任大连人职业足球俱乐部男子一线队主教练。2024年4月17日，谢晖出任长春亚泰主教练。2025年5月7日辭任。
谢晖曾保持上海申花进球总数最多的球员的紀錄，直到2017年被吉奧瓦尼·莫雷诺超越。其职业生涯期间还曾经效力过多支德国乙级球队。

## 职业生涯
谢晖岀身于运动员世家，依次受训于徐汇区少体校、上海市少体校，1993年初谢晖与吴承瑛、张佳平等一同入选上海青年队与上海二队，年底被选入新成立的上海申花。1994年5月1日的甲A联赛中，谢晖获得职业生涯第一次替补出场机会。
1995年，谢晖第一次展露头角，帮助球队夺得甲A联赛冠军，他与范志毅、祁宏的进攻组合也被称为“三剑客”。至1999年期间，谢晖一共为申花攻入了25個联賽入球。在2000年1月，谢晖以二十万德国马克的租借费被外借到亚琛首季便打入14粒进球。随后亚琛以一百万马克的转会费正式引进谢晖，谢晖成为亚琛史上最昂贵的球员。
2001年，世界杯亚洲区预选赛结束，谢晖进7球助球队进入十强赛，此后未能入选阵容名单，无缘2002年国际足联世界杯。
直至2002/2003赛季从亚琛转会到格爾特霍夫，2002/2003赛季结束后谢晖回国，2003年6月谢晖加盟重庆力帆，但是在2004年年初重庆力帆提前终止了与谢晖的合约，导致双方在薪金的支付上出现争议。经双方多次协商未果，2月5日，谢晖向重庆江北区劳动争议仲裁委员会申请进行劳动争议仲裁。4月30日，仲裁委员会作出裁决，裁决原重庆力帆应该向谢晖给付工资、补偿金、滞纳金等共计400万元。9月谢晖以私了的方式与重庆力帆结束了这场纠纷，重庆力帆支付了70万。
2005年3月重回母会上海申花効力，连续两年在联赛中有出色表现，并成为申花历史迄今为止联赛进球和总进球数排名第一的球员。
2008年初，谢晖以租借形式加盟德乙威斯巴登。2008年底，谢晖在租借合同还有半年的情况下主动与威斯巴登解约，返回中国，被上海申花任命为2009赛季的助理教练兼新闻发言人。
2009年2月28日上海申花在于悉尼FC的友谊赛结束后为身披45号（谢晖在中国顶级联赛共攻入45球，其中包括在重庆力帆2球）球衣的谢晖举行退役仪式，感谢他作为球队历史第一射手的贡献，也使得谢晖成为第一位能享受告别仪式殊荣的上海申花球员。
2021年8月18日，網上流傳南通支雲主教練谢晖在某次飯局的爆料短片，谢在短片中透露上海上港拿中超冠軍花了人民幣120億元（約18.5億美元），申花也有非常大的投入，而自己所在球隊只花了1000萬元就拿到中甲第5名，同时还连带炮轰了成都蓉城的韩国籍教练徐正源是球盲。南通隊在短片流傳後立刻發出公告，宣佈其因不當言論而被停職，謝暉隨即也發出道歉聲明。不久謝暉宣佈辭去南通支雲主教練一職。
2022年3月19日，谢晖成功竞选大连人职业足球俱乐部主教练，出任大连人职业足球俱乐部男子一线队主教练。在大连人以中甲阵容递补重返中超之后，谢晖为球迷们带来了上述酒局中出现的名梗“压着打”的战术理念，并最终带领大连人队在半个赛季没有外援的情况下保级成功。其中包括主场2:0战胜徐正源带领的成都蓉城，兑现了自己当初的酒后豪言。
2023赛季，由于大连人之前因违规操作开窗而被国际足联追加处罚了两个转会窗口，导致大连人队全年无法注册新球员，在还有球员离队和球队欠薪的情况下，大连人在2023赛季中超最后一轮2:0领先当年冠军上海海港的情况下被连追三球，痛失好局最终降级。赛季后，多名跟队记者与球员曝出谢晖实际在赛季中期已经失去了对更衣室的管控。
2024年4月17日，谢晖出任长春亚泰主教练。2025年5月7日由於戰績不佳而辭任。

## 个人

### 家庭
谢晖的曾祖父谢瑞英在甲午战争以后被派到德国学医，此后在英国当地认识了一位任职营养护士的英国女孩Julia Traver（谢晖的曾祖母），并于1918年结婚，後來谢瑞英放弃了英国国籍，选择了中国国籍并回国，这便是谢晖拥有八分之一英国血统的由来。
谢晖的爷爷谢棣华曾在20世纪30年代在上海租界担任巡捕，1943年逃亡到苏北的解放区根据地，担任无线电维修员，还曾兼职翻译。1945年加入中国共产党，后调入中国人民解放军总参三部，专门负责管理上海的电台。文化大革命时曾受到冲击，于2000年去世。临终前他在遗嘱中勉励当时远在德国的谢晖好好踢球、为国争光。
谢晖的前妻是模特佟晨洁。 二人已于2011年6月离婚。
2024年2月14日，谢晖和俄罗斯人达莉娅舉辦婚禮。

### 爱好
谢晖会下围棋，并在上海的业余趣味挑战赛中战胜过职业棋手常昊九段。上海棋院副院长刘世振评价“谢晖确实会下，但实力还不足以挑战常昊。”

## 荣誉

### 俱乐部
上海申花
- 中国足球甲A联赛冠军 (1): 1995
- 中国足协杯 (1): 1998
- 中国足球超霸杯冠军 (2): 1995, 1998
- A3冠军杯冠军(1): 2007

### 国家队
中国国家队
- 亚洲杯

殿军 (1): 2000
- 东亚四强赛

冠军 (1): 2005

### 个人
- 中国足球年度最佳新人 (1): 1995